# Vacuna contra la gripe

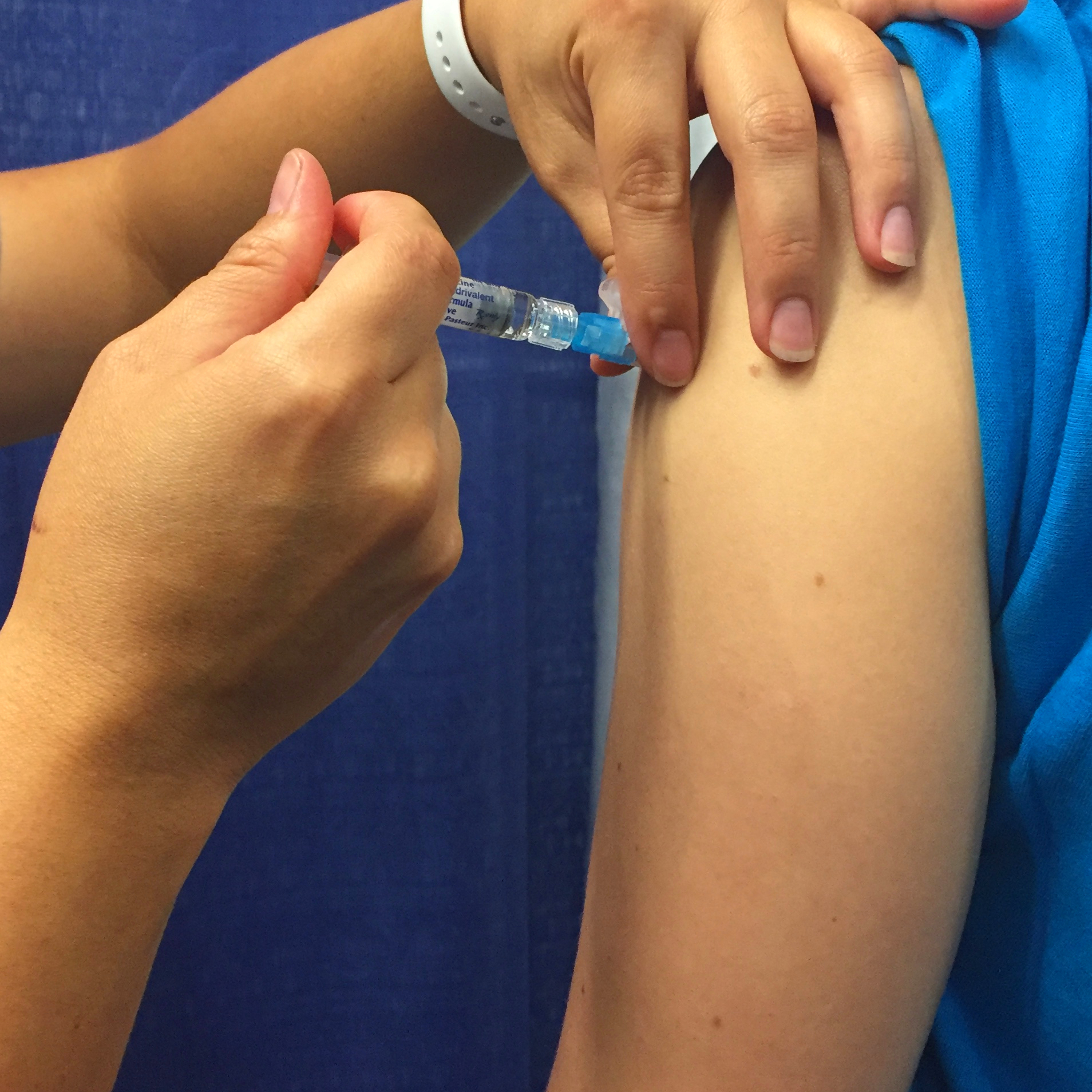
Vacuna contra la gripe

La vacuna contra la gripe, también conocida como vacuna contra la influenza o vacuna antigripal, es una vacuna anual para proteger del virus altamente mutable de la gripe. Por su alta mutabilidad, la vacuna debe comenzar a desarrollarse mucho antes de saberse la cepa o cepas concretas mayoritarias el siguiente invierno, de ahí su relativamente baja eficacia.
La Organización Mundial de la Salud advierte que la vacunación antigripal es más eficaz "cuando hay una buena concordancia entre los virus vacunales y los virus circulantes", y que "los virus de la gripe sufren cambios constantes". Existe, por lo tanto, una "Red Mundial de Vigilancia de la Gripe", formada por Centros Nacionales de Gripe de todo el mundo, cuya aspiración es detectar los virus gripales circulantes en seres humanos.
Existen dos tipos de vacunas antigripales: las vacunas inactivadas y las vacunas vivas atenuadas. Conforme a las recomendaciones actuales de la OMS (2005), las vacunas existentes con autorización de comercialización internacional contienen los dos subtipos, H3N2 y H1N1, del virus de tipo A y un virus de tipo B.
Los virus de la gripe de tipo A y B son causa frecuente de infecciones respiratorias agudas, aunque los de tipo A son la causa principal de las grandes epidemias y de las pandemias. Los niños son transmisores eficientes de virus de la gripe; típicamente, las tasas de infección y morbilidad más altas se dan en niños de 5 a 9 años. No obstante, la morbilidad grave y la mortalidad son más frecuentes en ancianos y en determinados grupos de alto riesgo. Aunque la morbilidad, la mortalidad y los grupos de riesgo afectados parecen ser similares en todo el mundo, en muchos países en desarrollo no se conocen bien la carga de morbilidad y las repercusiones socioeconómicas de la gripe.Los antígenos de superficie de los virus de la gripe varían frecuentemente. La inmunidad adquirida como consecuencia de la infección por uno de estos virus no protege plenamente contra las variantes antigénicas o genéticas del mismo subtipo (virus de la gripe tipo A) ni tipo (virus de la gripe tipo B). Por consiguiente, se producen epidemias de gripe todos los años. Es preciso diseñar nuevas vacunas antigripales cada año adaptadas a los virus circulantes que previsiblemente ocasionarán la epidemia siguiente.

## Recomendaciones de vacunación
Según la Organización Mundial de la Salud (OMS) la mayoría de los afectados [por la gripe] se recuperan en una o dos semanas sin necesidad de recibir tratamiento médico. Sin embargo, en niños pequeños, personas de edad avanzada y personas aquejadas de otras afecciones médicas graves, la infección puede conllevar graves complicaciones de la enfermedad subyacente, provocar neumonía o causar la muerte. Por ello recomienda la vacunación anual de los siguientes grupos de personas (por orden de prioridad):
1. Quienes viven en residencias asistidas (discapacitados).
2. Ancianos.
3. Personas con enfermedades crónicas.
4. Otros grupos en riesgo,por ejemplo: embarazadas, profesionales sanitarios, trabajadores con funciones sociales esenciales y niños de 6 meses a 7 años.

Los riesgos de complicaciones de la gripe son más elevados para los niños menores de dos años, para las personas mayores de 60 años y para aquellas que sufran de ciertas enfermedades crónicas, como por ejemplo enfermedades del corazón, de los pulmones o de los riñones, diabetes, cáncer, inmunosupresión o asma. La vacuna contra la gripe es segura. Esta vacuna no causa la gripe.
Reacciones secundarias a la vacuna:
Luego de la vacunación Las reacciones locales son los efectos secundarios más frecuentes; en ellas se incluyen inflamación, eritema e induración en el sitio de la inyección; son transitorias, generalmente duran 1 a 2 días, y se informan en el 15-20% de los vacunados. Los síntomas sistémicos inespecíficos incluyen fiebre, escalofríos, malestar y mialgias en menos del 1% de los vacunados. Son más frecuentes en quienes no han tenido exposición previa a los antígenos virales de la vacuna; en la mayoría de los casos ocurren entre 6-12 horas de haber sido vacunados y duran 1-2 días. En estudios recientes su incidencia ha sido similar a la producida por el placebo inyectado.

## Posición de la OMS sobre las vacunas antigripales
Excepto cuando se indique otra cosa, los párrafos siguientes se refieren únicamente a las vacunas antigripales inactivadas.
La finalidad principal de la vacunación estacional contra la gripe es evitar los casos graves de gripe y sus complicaciones. En total, unos 50 países, principalmente países industrializados y algunos países en rápido desarrollo económico, ofrecen vacunación antigripal a grupos de alto riesgo, definidos en cada país, que incluyen a los ancianos y a las personas con enfermedades cardiovasculares, metabólicas, renales o con inmunodeficiencia. Hasta ahora, las diferentes prioridades en materia de salud y las limitaciones de los presupuestos sanitarios han limitado la administración habitual de la vacuna contra la gripe a grupos de población de alto riesgo que viven en las regiones industrializadas del mundo. Los grupos con mayor riesgo de gripe grave en países en desarrollo no están tan bien caracterizados. La siguiente lista, determinada basándose en datos obtenidos de países industrializados y ordenada en función de la prioridad, puede utilizarse para determinar qué grupos de personas vacunar para reducir la incidencia de manifestaciones graves de la enfermedad y muerte prematura.
1. Personas internadas en centros de atención a largo plazo para ancianos y discapacitados.
2. Ancianos no internados con enfermedades crónicas, como afecciones pulmonares y cardiovasculares, enfermedades metabólicas, incluida la diabetes mellitus, insuficiencia renal, y varios tipos de inmunodeficiencias, incluidas las personas con síndrome de inmunodeficiencia adquirida (sida) y los receptores de trasplantes.
3. Todos los adultos y los niños mayores de 6 meses que sufran alguna de las enfermedades mencionadas en el punto anterior.
4. Personas de edad superior a un umbral definido en cada país, con independencia de que presenten otros factores de riesgo. Aunque la edad adecuada para la vacunación general puede ser considerablemente menor en países con condiciones de vida deficientes, la mayoría de los países fija el umbral de edad en los 65 años.
5. Otros grupos definidos basándose en los datos y las capacidades nacionales, como los que están en contacto con personas de alto riesgo, las mujeres embarazadas, el personal sanitario y otras personas que desempeñan funciones esenciales en la sociedad, así como los niños de 6 a 23 meses de edad.La vacunación antigripal en el embarazo se considera segura y se recomienda su administración durante la temporada de gripe a todas las mujeres embarazadas. Esta recomendación se fundamenta no sólo en el posible curso grave de la gripe durante el embarazo, sino también para proteger a los lactantes contra la gripe durante sus primeros meses de vida, cuando son más vulnerables.En muchos países en desarrollo, no se conocen por lo general las repercusiones médicas y socioeconómicas de la gripe. Considerando la presencia frecuente de factores predisponentes, como la malnutrición y las condiciones de vida deficientes, en las sociedades pobres la gripe puede ser un problema de salud pública más grave que lo que se consideraba hasta ahora.

Para obtener información fidedigna sobre pandemias, consulte la página web http://www.who.int/influenza o bien las Guías de la OMS para el uso de vacunas y antivíricos en las pandemias de influenza. Ginebra, Organización Mundial de la Salud, 2004 (WHO/CDS/CSR/RMD/2004.8; http://www.who.int/csr/resources/publications/influenzaWHO_CDS_CSR_RMD_2004_8/en/).
Declaración sobre la calidad de las vacunas. Declaración de política del Programa Mundial de Vacunas e Inmunización. Ginebra, Organización Mundial de la Salud, 1997 (WHO/VSQ/GEN/96.02 REV.1; http:// www.who.int/vaccines-documents/DocsWord/word9644.doc).

## Vacunas comerciales existentes
- FluMist
- Fluzone